# Säffle-Tidningens guldplakett
Säffle-Tidningens Guldplakett är ett idrottspris som utdelas till den eller de som utfört årets främsta idrottsprestation inom Säffle-Tidningens spridningsområde. Detta definieras som Säffle, Grums och Årjängs kommuner. 
Plaketten utdelades första gången 1956 och sedan 1965. 1991 och 2020 skedde ingen utdelning.

## Mottagare av guldplaketten

### 1950-talet
- 1956: Ingrid Bruce, simning

### 1960-talet
- 1965: Lennart Högberg, roadracing
- 1966: Gunilla Olausson, friidrott
- 1967: Margareta Bergqvist, friidrott
- 1968: Kjell Gustafsson, skidskytte
- 1969: Åke Wingskog, skidor

### 1970-talet
- 1970: Göte Gåård, skytte
- 1971: Sture Larsson, boxning
- 1972: Hans-Erik Jansson, ishockey
- 1973: Conny Wahlström, friidrott
- 1974: Eilert Gustafsson, skidskytte
- 1975: Thomas Johansson, fälttävlan
- 1976: Göran Ericsson, orientering
- 1977: Susanne Johansson, gymnastik
- 1978: Annichen Kringstad, orientering
- 1979: Kermit Fredriksson, boxning

### 1980-talet
- 1980: Bengt Elgh, roadracing
- 1981: Sören Blomqvist, boxning
- 1982: Sören Larsson, bowling
- 1983: Lotta Ransjö, orientering
- 1984: Säffle OK:s damlag, orientering
- 1985: Lars-Erik Torph, rally
- 1986: Magnus Eriksson, simning
- 1987: Karl O Johansson/Callit, trav
- 1988: Monica Forsaeus, simning
- 1989: Mats Karlsson, rally

### 1990-talet
- 1990: Tina Thörner, rally
- 1991: Plaketten delades inte ut
- 1992: Mattias Holmgren, karate
- 1993: Erik Hansson, skidor
- 1994: Lars Peter Johannesson, ridsport
- 1995: Tommy Niklasson, pistolskytte
- 1996: Jörgen Johansson, karate
- 1997: Peter Karlsson, speedway
- 1998: Julia Larsson, karate
- 1999: Daniel Carlsson, rally

### 2000-talet
- 2000: Tomas Skålén, segling
- 2001: Mats Jonsson, rally
- 2002: Pär Bäcker, ishockey
- 2003: Frida Dahlén, ridsport
- 2004: Per-Gunnar Andersson, rally
- 2005: Christofer Stevenson, cykel
- 2006: Andreas Lindberg, karate
- 2007: Markus Johansson, friidrott
- 2008: Sunita Memetovic, karate
- 2009: Johan Schützer, vattenskidor

### 2010-talet
- 2010: Christoffer Bergman, roadracing
- 2011: Mikaela Lindberg, karate
- 2012: Daniel Nordström Green, bowling
- 2013: Marcus Ruus, skidor
- 2014: Daniel Lundh, rallycross
- 2015: Simon Wanna, simning
- 2016: Jessica Karlsson, golf
- 2017: BK Tegnér, bowling
- 2018: Per-Anders Lander, pistolskytte
- 2019: Tobias Klasson, simning

### 2020-talet
- 2020: Delades inte ut
- 2021: Jim Jansson, rallycross
- 2022: Ella Björlin, vattenskidor
- 2023: Amanda Olsson, friidrott